# Samiratou Ouedraogo
Samiratou Ouedraogo, née le 7 mai 1984  à Ouagadougou, est une enseignante chercheuse en Santé Publique (Option épidémiologie) Burkinabè. Elle est engagée dans la lutte contre le cancer de façon générale et plus particulièrement les cancers féminins du cancer du sein et du col de l’utérus.

## Biographie

### Enfance et études
Samiratou Ouédraogo est née le 7 mai 1984  à Ouagadougou au Burkina Faso. 
À l’université, elle fait des études en Médecine jusqu’à l’obtention de son Doctorat en Pharmacie au Maroc 2008. De 2010 à 2013, en France, elle poursuit un Master en santé publique et environnement; spécialité épidémiologie, recherche clinique et évaluation. En 2016, elle suit une formation postdoctorale à l’Institut de recherche en santé publique option épidémiologie à l’Université de Montréal au Canada.  

### Carrière professionnelle
Samiratou Ouédraogo obtient plusieurs bourses de recherches et de formation internationales telles que la bourse de l'IRSC-INSPQ-Université McGill, du CHU de Montréal. Elle travaille entre le Burkina Faso et le Canada et participe à plusieurs conférences internationales et enseigne à l'Université Joseph Ki-Zerbo,. 

### Engagements sociaux
Samiratou Ouédraogo est engagée dans la lutte contre le cancer du sein et du col de l’utérus. Elle est cofondatrice et coordonnatrice principale du Réseau pour l’élimination du cancer du col de l’utérus en Afrique de l’Ouest Francophone depuis 2023. Depuis 2015, elle est la coordonnatrice adjointe de la Chaire REALISME et aussi cofondatrice de Women in Global Health en Afrique de l’Ouest francophone,.